# Irina Šichman
Irina Jur'evna Šichman (in russo Ирина Юрьевна Шихман?; Tomsk, 17 maggio 1984) è una giornalista, presentatrice televisiva e video blogger russa, dal 2017 conduttrice  del canale YouTube dell'autrice chiamato "Che ne dici di parlare?", in cui Irina intervista personaggi famosi di vari campi di attività e pubblica anche numerosi documentari. A gennaio 2023, il canale ha oltre 2,5 milioni di abbonati e oltre 429 milioni di visualizzazioni.
Il 18 novembre 2022, il Ministero della Giustizia della Russia ha incluso Šichman nell'elenco delle persone "agenti stranieri".

## Biografia
Irina Šichman è nata a Tomsk nel maggio 1984. Da bambina, era impegnata nella danza. All'età di 13 anni, Irina si è cimentata per la prima volta nel giornalismo: ha lavorato alla radio nella sua città natale, dove ha ricevuto il suo primo stipendio, 12 rubli al mese. Dopo essersi diplomata, la ragazza è entrata alla Tomsk State University presso la Facoltà di giornalismo.

## Carriera
Ha iniziato la sua carriera giornalistica in televisione nella sua città natale di Tomsk, dove ha lavorato come conduttrice del programma Circumstances sul canale STS - Open TV.
Nel 2005, senza laurearsi all'università, si è trasferita a San Pietroburgo e nel 2007 ha iniziato a lavorare come corrispondente per il canale televisivo locale STS nel programma Storie in dettaglio.
Su invito del suo idolo Sergei Mayorov, conduttore del progetto Stories in Detail, Šichman si è trasferita a Mosca, dove ha lavorato per sette anni come giornalista nella sua squadra in programmi TV come “Dettagli. Storia recente" su STS e "Diary of Observations" su Channel Five. Dopo il licenziamento, Šichman non è riuscita a continuare la comunicazione con Mayorov.
L'apparizione di Šichman sul canale televisivo[Moscow 24 nel settembre 2014, secondo lei, è stata forzata. Tuttavia, lì ha creato la sua rubrica "Just People", il cui scopo era presentare un quadro completo della metropoli attraverso monologhi di tre minuti di moscoviti. Nel marzo 2015 ha lanciato il suo progetto "Vieni in gran numero" sul canale sulle storie della conquista di Mosca da parte di persone di successo. Sempre dal 30 gennaio al 24 dicembre 2016, insieme a Maria Rybakova e Anastasia Tregubova (ex Elena Boltinova), Šichman ha ospitato il programma "Oh, tutto!", I cui ospiti erano star dello spettacolo, giornalisti, cantanti e altri.
Inoltre, inizialmente parallelamente al suo lavoro su Mosca 24, Šichman ha collaborato con NTV, dove dal 17 settembre 2016 al 15 ottobre 2017, insieme ad Andrey Samartsev, ha ospitato programmi sui viaggi in Russia e all'estero "Doppi standard" e "Doppi standard. Non sei qui!".

### Che ne dici di parlare?
Il lavoro di Šichman sulla piattaforma YouTube è iniziato con la creazione nel dicembre 2017 del canale "What about talking?". Le conduttrici dei primi numeri, oltre a Irina, sono state la blogger e truccatrice Maria Viskunova e la conduttrice televisiva Elena Sazhina; tuttavia, a partire dal numero del 3 maggio 2018 (l'ospite era Vsevolod Chaplin), Šichman ha continuato a lavorare da sola.
A giugno 2022, il canale ha 2,25 milioni di abbonati e oltre 371 milioni di visualizzazioni. Inizialmente, era associato alla holding Moscow Media e uno dei creatori del progetto era il produttore del canale televisivo Moscow 24, Alexei Vershinin. Irina Šichman, in un'intervista con Alexei Pivovarov, ha dichiarato di essere diventata indipendente dalla holding dal gennaio 2020. Sempre nel 2020, la holding Moscow Media ha annunciato di non produrre più questo progetto.
Sul canale, la conduttrice solleva temi sociali seri e questioni politiche di attualità, dialogando con gli ospiti del programma. Oltre al formato dell'intervista, si possono guardare i documentari sul canale. Ad esempio, il film di due ore "Be (z) monete d'argento", uscito nell'autunno del 2018, racconta come è andato l'anno degli artisti del Gogol Center senza il loro direttore artistico Kirill Serebrennikov. Nell'agosto 2019, Šichman ha affrontato la questione dell'incendio delle foreste siberiane nel suo film.
Le interviste di Irina Šichman a Maksim Galkin (7,8 milioni), Julija Achmedova (5,7 milioni), Andrej Makarevič (4,7 milioni), Nargiz Zakirova (4,1 milioni) hanno ricevuto il maggior numero di visualizzazioni sul canale.